# Saska (pokrajina)
Saska, službeno Slobodna Država Saska (njemački: Freistaat Sachsen, gornjolužičkosrpski: Swobodny stat Sakska) je savezna pokrajina na istoku Njemačke. S nešto više od četiri milijuna stanovnika ovo je jedna od manjih njemačkih pokrajina. Glavni grad je Dresden, dok je najmnogoljudniji pokrajinski grad Leipzig. Susjedne savezne pokrajine su Brandenburg na sjeveru, Saska-Anhalt na sjeverozapadu, Tirinška na zapadu, te Bavarska na jugozapadu. Ova pokrajina graniči i sa susjednom Češkom (Liberečki, Ústečki i Karlovarski kraj), te Poljskom (Lubusko i Donjošlesko vojvodstvo).
Saska je u povijesti obuhvaćala mnogo veće područje od područja današnje pokrajine Saske; štoviše, bila je jedna od najvećih njemačkih država. Ova pokrajina ponovno je uspostavljena 1990. godine u vrijeme ponovnog ujedinjenja Njemačke, te kao i za vrijeme Weimarske Republike nosi naslov slobodne države.

## Zemljopis
Saska se nalazi na istoku Srednje Njemačke i graniči s Bavarskom (41 km granice), Tirinškom (274 km), Saska-Anhaltom (206 km), Brandenburgom (242 km), Republikom Poljskom (123 km) i Češkom Republikom (454 km). Kao i pokrajina Tirinška, te dio Saske-Anhalta, Slobodna Država Saska dio je Srednjonjemačke regije.
S topografskog gledišta, Sasku je moguće podijeliti na ravničarski, brdoviti, te umjereno planinske dijelove.  U nizinski dio spada Leipziška nizina i sam Leipzig, kao i sjeverna Gornja Lužica. Brdovito područje nastalo taloženjem lesa nalazi se na jugu. Sasko srednje gore podijeljeno je od zapada prema istoku prema nejasnim granicama. U jugozapadnoj Saskoj gorje se proteže od Vogtlanda s depresijom Erzgebirge kao sjevernom, te Elstergebirge kao jugoistočnom granicom. Najviši vrh Saske je Fichtelberg s 1215 m. U južnom dijelu Erzgebirgea nalazi se Park prirode Erzgebirge/Vogtland. Na istoku Rudne gore zbog erozija nastalo je Lapsko pjeskovito gorje.
Park prirode Zittau (njemački: Naturpark Zittauer Gebirge) je zakonom zaštićeno područje u njemačkoj saveznoj državi Saskoj.
Najveća i najznačajnija rijeka u Saskoj je Laba. Ona prolazi kroz pokrajinu od jugoistoka prema sjeverozapadu. Ostale važne rijeke su Mulde, Weißeritz, Zschopau, Weiße Elster i Spree, a sve pripadaju riječnom sustavu Labe. Istočnu granicu pokrajine čini rijeka Lužička Nisa koja se ulijeva u Odru.

## Povijest
Današnja Saska obuhvaća područje dijela toka Labe, južne Lužice i Rudne gore. Povijesno gledano ovo područje je dio nekadašnje plemenske grofovije Saske koja je bila država Sasa u sjevernoj Njemačkoj. Povijesno se ovo područje naziva Gornjom Saskom, kao suprotnost Donjoj Saskoj. U razdoblju između 1247. i 1485. povijest Saske se uvelike podudara s povijesti Tirinške.
U prapovijesti je današnja Saska bila važno područje prelaska preko gorskog lanca. Arheološka istraživanja pokazala su prisutnost lončarske kulture i prije 5500 godina pr. Kr. Naselja su se nalazila u području rijeka Labe, Mulde i Spree u podnožjima brda. Kasnije su se na ovom području naselila germanska plemena. Sve do 6. stoljeća ovo je područje bilo pod snažnim utjecajem Turinga. Kasnije to područje zauzimaju Franci i Sasi, a u 10. stoljeću Sasku s istoka naseljavaju slavenski narodi.
Preteča današnje Saske bila je kneževina Meißen osnovana 929. godine. Daljnju povijest ove države definira njemačko naseljavanje na istok. Na ovom teritoriju dolazi do kontakata i miješanja između Germana i Slavena. Mnoga mjesta u Saskoj imaju nazive proizašle iz slavenskih jezika. Zbog vađenja ruda, u području Rudne gore dolazi do osnivanja gradova. Godine 1089. Wettin dolazi u posjed kneževine.
Od 1423. utjecaj wettinskog plemstva raste, te se uz Gornju Sasku i Tirinšku njihovim posjedima dodaje i Saska-Wittenberg, a postaju i izborni knezovi. U narednim godinama Elektorat Saska zamjenjuje prijašnju kneževinu. Leipziškim sporazumom iz 1485. Saska i Tirinška se razdvajaju. Kao rezultat toga Dresden postaje sjedište plemstva. Nakon Schmalkaldskog rata koji ovaj elektorat gubi kao dio Schmalkaldskog saveza, dinastija Wettin se i u konačnici dijeli na ernestinsku i albertinsku lozu. Luteranstvo ipak ostaje lokalna religija u obje države. U Tridesetogodišnjem ratu Saska je stala na stranu cara u borbi protiv Bohemije. Prema volji cara Saska zauzima Lužicu kao naknadu za sudjelovanje u ratu. Saska neko vrijeme zadržava neutralnu poziciju, ali se onda okreće na stranu protestanata. U bitki kod Breitenfelda, Saska sa Šveđanima uspijeva prvi put pobijediti carsku vojsku. Praškim mirom Saska službeno dobiva Gornju i Donju Lužicu te vjerska prava.
Prema oporuci izbornog kneza Ivana Jurja I., Saska je prema sekundogenituri podijeljena trima nasljednicima, te su stvorena tri nova saska vojvodstva: Saska-Weißenfels, Saska-Merseburg i Saska-Zeitz. Idućih godina Saska jača te se brzo oporavlja od rata. Područje ostaje vjerno caru te šalje svoju vojsku u carske bitke, kao što je npr. opsada Beča 1683. godine. Pod Fridrikom Augustom I. Saska želi ojačati svoj položaj u Svetom Rimskom Carstvu. Politički i kulturni razvoj doživljava za vrijeme Fridrika Augusta II. koji Saskom vlada kao izborni knez, te Poljskom kao kralj. U Velikom sjevernom ratu sasko-poljske snage borile su se zajedno s Rusima protiv Švedske. U Sedmogodišnjem ratu Sasku je relativno lagano zauzela Pruska. Kasnije se saski vojnici bore na strani Austrije, Rusije i Francuske protiv Pruske i Velike Britanije, a iz tog saveza Saska izlazi 1759. godine. Pruske snage pokušavaju zauzeti Dresden 1760. i nanose veliku štetu gradu. Završetkom rata Šleska potpada pod Prusku, a Saska je ponovno obnovljena.
Prema deklaraciji iz Pillnitza, Saska se svrstava na prusku stranu u borbi protiv Francuske revolucije. Za vrijeme Napoleonovog prodora u Njemačku, zajedničke prusko-saksonske snage doživljavaju poraz, te ovo područje zauzimaju Francuzi. Saska ulazi u Rajnsku konfederaciju i od 1806. bivša izborna kneževina postaje Kraljevina Saska. U ratu za oslobođenje 1813. u Saskoj su se odvijale žestoke borbe. Saska je bila jedina od njemačkh država koja se borila na francuskoj strani u bitki kod Leipziga. Bečkim kongresom Pruska je htjela pripojiti Sasku, ali zbog zaštite od strane Austrije nije u tome uspjela. Saska je ostala kraljevina, ali je morala napraviti velike teritorijalne ustupke Pruskoj na sjeveru. Revolucija 1848. ugušena je u Dresdenu od strane vojske.
U Njemačkom ratu 1866. Saska je izgubila zajedno s Austrijom. Nakon toga se pridružila Sjevernonjemačkom savezu, te sudjelovala u Njemačko-francuskom ratu. Kraljevina Saska je 1871. postala savezna država u Njemačkom Carstvu pod pruskom dominacijom. U Prvom svjetskom ratu saksonska vojska zadnji put djeluje samostalno u sastavu njemačke vojske. Nakon abdikacije kralja u jesen 1918. Saska postaje slobodna država u sastavu Njemačke, kako je istaknuto u ustavu Weimarske Republike. Između 1934. i 1945., kao i u razdoblju između 1952. i 1990., Saska službeno nije postojala. Od 1990. ovaj entitet ponovno postoji kao pokrajina Savezne Republike Njemačke.

## Politika
Pokrajinsku vladu odnosno Saskovu državnu vladu ("Sächsische Staatsregierung") vodi ministar-predsjednik kojeg izabire pokrajinski parlament. Od 2009. predsjednik vlade je Stanislaw Tillich, pripadnik manjine Lužičkih Srba i član Kršćansko-demokratske unije (CDU). Sjedište pokrajinske vlade (Sächsische Staatskanzlei) nalazi se u Dresdenu u četvrti Innere Neustadt. Zakonodavnu vlast čini Saski parlament (Sächsische Landtag) koji se trenutno sastoji od 132 zastupnika. Ustavni sud Slobodne Države Saske nalazi se u Leipzigu. Njemu su podređeni okružni sudovi ("Landgericht") u Bautzenu, Chemnitzu, Dresdenu, Görlitzu, Leipzigu i Zwickauu.

### Slobodna Država Saska
Prva Slobodna Država Saska stvorena je 1918. nakon abdikacije kralja i ukidanja Kraljevine Saske. U procesu političkog izjednačavanja (Gleichschaltung) za vrijeme nacističke vlasti i uspostavljanja novog poretka, dana 30. siječnja 1934. Saska gubi svoj suverenitet, te se lokalna vlast i parlament zamjenjuje centralističkom upravom. Nakon Drugog svjetskog rata Saska potpada pod Sovjetsku okupacijsku zonu. Saska je bila jedna od pet pokrajina od kojih je 7. listopada 1949. stvorena Njemačka Demokratska Republika. Godine 1952. u DDR-u je nametnuta centralistička podjela teritorija koja se sastojala od okruga i kotareva (Bezirk). Teritorij Saske podijeljen je na kotare Leipzig, Dresden i Chemnitz (preimenovan u Karl-Marx-Stadt u razdoblju 1953. – 1990.) i od tada je prestala postojati.
Saska je ponovno službeno obnovljena na dan ujedinjena 3. listopada 1990., a zadnjeg dana u mjesecu dobila je ponovno naziv Slobodna Država Saska (u povijesnom kontekstu Druga Slobodna Država). Od tada je jedna od 16 pokrajina (država) Savezne Republike Njemačke. Dana 26. svibnja 1992. usvojen je Ustav Slobodne Države Saske.

## Upravna podjela
Saska je podijeljena na 3 upravna područja:
- Chemnitz
- Dresden
- Leipzig

Ta upravna područja su pak razdijeljena na sljedeće okruge:
1. Bautzen (Budyšin) (BZ)
2. Erzgebirgskreis (Rudogorje) (ERZ)
3. Görlitz (Zhorjelc) (GR)
4. Leipzig (L)
5. Meißen (MEI)
6. Mittelsachsen (FG)
7. Nordsachsen (TDO)
8. Sächsische Schweiz-Osterzgebirge (Saska Švicarska i istočna Rudna gora) (PIR)
9. Vogtlandkreis (V)
10. Zwickau (Z)

Gradovi koji se nalaze izvan okruga su:
- Chemnitz (C)
- Dresden (DD)
- Leipzig (L)

Trenutačna upravna podjela nastala je nakon reforme provedene 2008. kada je broj okruga smanjen s 22 na 10, a broj gradova izvan okruga također smanjen sa sedam na tri.
Promjene nastale reformom upravne podjele
| Novi okruzi                      | Bivši gradovi i okruzi                                            | Br. stan. (31. prosinca 2008.) | Procjena br. stan 2025. | Površina u km² | Gustoća stanovništva 2008. stan. po km² | Gustoća stanovništva 2025. stan. po km² |
| -------------------------------- | ----------------------------------------------------------------- | ------------------------------ | ----------------------- | -------------- | --------------------------------------- | --------------------------------------- |
| Bautzen                          | Bautzen, Kamenz, Hoyerswerda, Bischofswerda                       | 328.990                        | 273.500                 | 2.391          | 138                                     | 114                                     |
| Erzgebirgskreis                  | Stollberg, Annaberg, Aue-Schwarzenberg, Mittlerer Erzgebirgskreis | 377.245                        | 307.300                 | 1.828          | 206                                     | 168                                     |
| Görlitz                          | Niederschlesischer Oberlausitzkreis, Löbau-Zittau, Görlitz        | 284.790                        | 232.100                 | 2.106          | 135                                     | 110                                     |
| Leipzig                          | Leipziger Land, Muldentalkreis                                    | 271.863                        | 241.800                 | 1.646          | 165                                     | 147                                     |
| Meißen                           | Riesa-Großenhain, Meißen                                          | 256.638                        | 223.900                 | 1.452          | 177                                     | 154                                     |
| Mittelsachsen                    | Freiberg, Mittweida, Döbeln                                       | 335.797                        | 277.500                 | 2.111          | 159                                     | 132                                     |
| Nordsachsen                      | Delitzsch, Torgau-Oschatz                                         | 211.356                        | 182.000                 | 2.020          | 105                                     | 90                                      |
| Sächsische Schweiz-Osterzgebirge | Weißeritzkreis, Sächsische Schweiz                                | 255.459                        | 232.200                 | 1.654          | 154                                     | 140                                     |
| Vogtlandkreis                    | Vogtlandkreis, Plauen                                             | 250.246                        | 205.000                 | 1.412          | 177                                     | 145                                     |
| Zwickau                          | Chemnitzer Land, Zwickauer Land, Zwickau                          | 348.834                        | 288.500                 | 949            | 368                                     | 304                                     |

### Gradovi i općine
Saska se sastoji od 485 politički odijeljenih gradova i općina (stanje 1. siječnja 2010.). Od ovog broja 178 čine gradovi između kojih su tri autonomna grada (izvan okruga), te njih 50 velikih okružnih gradova (Große Kreisstädte). Ostalih 307 upravnih jedinica čine općine koje nemaju status grada. Mnoge općine su udružene te djeluju zajedno.
Najveći gradovi u Saskoj su Leipzig i Dresden, a slijedi ih Chemnitz. Zwickau više nema status velikog grada jer je broj stanovnika pao ispod sto tisuća. Od pada komunizma i ujedinjenja Njemačke 1990. Saska je zbog iseljavanja i visokog mortaliteta izgubila oko 600.000 stanovnika. Najveći gradovi u ovoj pokrajini bilježe rast stanovništva, a zanimljivost je da je Dresden među vrhu u Njemačkoj prema porastu broja stanovnika.
| Grad                    | Okrug                            | Br. stan. 31. prosinca 2000. | Br. stan. 31. svibnja 2011. | Promjena u % |
| ----------------------- | -------------------------------- | ---------------------------- | --------------------------- | ------------ |
| Leipzig                 | nema                             | 493.208                      | 524.692                     | +6,38        |
| Dresden                 | nema                             | 477.807                      | 524.427                     | +9,76        |
| Chemnitz                | nema                             | 259.246                      | 242.804                     | −6,77        |
| Zwickau                 | Zwickau                          | 103.008                      | 93.353                      | −9,37        |
| Plauen                  | Vogtlandkreis                    | 71.543                       | 65.906                      | −7,88        |
| Görlitz                 | Görlitz                          | 61.599                       | 55.512                      | −9,88        |
| Freiberg                | Mittelsachsen                    | 45.428                       | 41.294                      | −9,10        |
| Bautzen / Budyšin       | Bautzen                          | 43.353                       | 40.576                      | −6,41        |
| Freital                 | Sächsische Schweiz-Osterzgebirge | 40.129                       | 39.282                      | −2,11        |
| Pirna                   | Sächsische Schweiz-Osterzgebirge | 42.108                       | 38.632                      | −8,25        |
| Hoyerswerda / Wojerecy  | Bautzen                          | 50.203                       | 37.119                      | −26,06       |
| Riesa                   | Meißen                           | 39.367                       | 33.767                      | −14,22       |
| Radebeul                | Meißen                           | 32.246                       | 33.670                      | +4,42        |
| Zittau1                 | Görlitz                          | 32.775                       | 28.096                      | −14,28       |
| Meißen                  | Meißen                           | 29.398                       | 27.507                      | −6,43        |
| Delitzsch2              | Nordsachsen                      | 29.265                       | 26.246                      | −10,08       |
| Limbach-Oberfrohna      | Zwickau                          | 27.552                       | 25.282                      | −8,03        |
| Glauchau                | Zwickau                          | 27.285                       | 24.364                      | −10,45       |
| Markkleeberg            | Leipzig                          | 23.157                       | 24.333                      | +5,10        |
| Werdau                  | Zwickau                          | 26.077                       | 22.472                      | −13,33       |
| Annaberg-Buchholz       | Erzgebirgskreis                  | 24.495                       | 21.802                      | −10,89       |
| Coswig                  | Meißen                           | 24.035                       | 21.193                      | −11,44       |
| Döbeln3                 | Mittelsachsen                    | 24.322                       | 21.173                      | −12,47       |
| Crimmitschau            | Zwickau                          | 23.305                       | 20.742                      | −10,40       |
| Borna4                  | Leipzig                          | 24.219                       | 20.573                      | −14,66       |
| Reichenbach im Vogtland | Vogtlandkreis                    | 23.469                       | 19.976                      | −14,24       |
| Auerbach/Vogtl.5        | Vogtlandkreis                    | 22.629                       | 19.951                      | −11,49       |

1 Pripojeno općini Hirschfelde (zajedno s mjestima Dittelsdorf iSchlegel) dana 1. siječnja 2007.

2 Pripojeno općini Döbernitz dana 1. ožujka 2004.

3 Pripojeno općini Ebersbach dana 1. srpnja 2011.

4 Pripojeno općini Wyhratal dana 1. siječnja 2004.

5 Pripojeno općini Rebesgrün dana 1. siječnja 2003.

## Stanovništvo
Od 1950-ih broj stanovnika Saske opada. Iseljavanje se najviše osjeti u manjim mjestima i ruralnim područjima. Broj stanovnika zadnjih godina raste samo u Dresdenu i Leipzigu. Od godine 2000. stanovništvo Dresdena naraslo je za 29.000 stanovnika, dok je u Leipzigu broj porastao za 17.000 stanovnika. Oba ova velika grada očekuju daljnji rast stanovništva.
Prirast stanovništva u Saskoj od 1905. godine:
| Godina | Br. stan. |
| ------ | --------- |
| 1905.  | 4.508.601 |
| 1946.  | 5.558.566 |
| 1950.  | 5.682.802 |
| 1964.  | 5.463.571 |
| 1970.  | 5.419.187 |
| 1981.  | 5.152.857 |
| 1990.  | 4.775.914 |
| 1995.  | 4.566.603 |
| 2000.  | 4.425.581 |

| Godina | Br. stan. |
| ------ | --------- |
| 2001.  | 4.384.192 |
| 2002.  | 4.349.059 |
| 2003.  | 4.321.437 |
| 2004.  | 4.296.284 |
| 2005.  | 4.273.754 |
| 2006.  | 4.249.774 |
| 2007.  | 4.220.200 |
| 2008.  | 4.192.801 |
| 2009.  | 4.168.732 |

| Godina | Br. stan. |
| ------ | --------- |
| 2010.  | 4.149.477 |

Prosječan broj djece po ženi u Saskoj 2010. bio je 1,49, što je u samom vrhu među njemačkim saveznim pokrajinama. Ovaj broj je najveći u Erzgebirgskreisu s 1,537,dok se na začelju nalazi Leipzig s 1,371 djece po ženi. S fertilitetom od 1,479 Dresden je na vrhu među njemačkim gradovima iznad pola milijuna stanovnika.

### Jezik
U Slobodnoj Državi Saskoj uglavnom se govori istočnosredišnjim dijalektom njemačkog jezika. Iako se izgovor pomalo razlikuje od standardnog jezika, pisani jezik saksonskog dvora za Martina Luthera bio je osnova modernog njemačkog jezika.
U Lužici govori se više dijalekata gornjolužičkosrpskog jezika, kao i međudijalekti gornjolužičkosrpskog i donjolužičkosrpskog jezika. Oba lužičkosrpska jezika pripadaju zapadnoslavenskoj grupi jezika. Broj govornika ovih jezika koji se njima koriste svakodnevno danas se u Saskoj kreće između 15.000 i 20.000.
U saksonskom gorju živi oko 700.000 govornika vogtlandskog i erzgebirškog dijalekta. U velikim gradovima lokalni dijalekti miješaju sa sa standardnim njemačkim jezikom. Saksonskim govorom služi se i stanovništvo u dijelovima Saske-Anhalta, Tirinške i Brandenburga.

### Religija
Natpolovična većina stanovništva nisu pripadnici niti jedne vjerske zajednice. Petina stanovništva pripada Evangeličkoj (luteranskoj ) crkvi Njemačke, a 3.6 % katoličkoj crkvi. Većina mjesta u Saskoj tradicionalno su protestantska, te je lokalna mjesna crkva obično evangelička. Veća mjesta često imaju i rimokatoličku crkvu, dok u ponekim postoji i starokatolička crkva. Ostale kršćanske zajednice, kao i židovska i muslimanska manjina također djeluju u Saskoj.
|                            | Članovi (31. prosinca 2009.) | Udio u stanovništvu |
| rimokatolici               | 148.976                      | 3,6 %               |
| evangelici                 | 855.430                      | 20,5 %              |
| ostale konfesije i ateisti | 3.164.326                    | 75,9 %              |

Osim standardnih blagdana koji su neradni dani u cijeloj Njemačkoj, u Slobodnoj Državi Saskoj radi vjerskog slavlja neradni su i neki protestantski blagdani, kao "Dan reformacije" ili "Buß- und Bettag". U ponekim općinama i naseljima u kojima živi lužičkosrpska manjina, kao blagdan se slavi i Tijelovo.

## Mediji
Slobodna Država Saska ima značajnu medijsku mrežu sastavljenu od tiskanih, radijskih i televizijskih medija.

#### Tiskani mediji
| Dnevne novine - Sächsische Zeitung - Leipziger Volkszeitung - Lausitzer Rundschau - Freie Presse - Dresdner Neueste Nachrichten - Morgenpost s regionalnim izdanjem - Bildzeitung s regionalnim izdanjem - Serbske Nowiny | Časopisi - WochenSpiegel - BLICK - Sächsischer Bote - Wochenkurier - Leipziger Rundschau - Sachsen Sonntag - Hallo! Leipzig |

#### Radio
| Službene stanice - MDR 1 Radio Sachsen - Jump Slobodne stanice - Radio Blau - coloRadio - Radio T | Privatne stanice - Apollo radio - Hitradio RTL Sachsen - R.SA - Radio PSR - Elsterwelle - Energy Sachsen - Radio Chemnitz - Radio Zwickau - Radio Erzgebirge - Radio Leipzig - Radio Lausitz - Radio Dresden |

#### Televizija
Službeni programi
- MDR Fernsehen

Privatni programi
- Sachsen Fernsehen
- Dresden Fernsehen
- Leipzig Fernsehen
- TeleVision Zwickau

## Gospodarstvo
Nakon Drugog svjetskog rata od 1946. Sovjetska vojna uprava u Njemačkoj osniva industrijska narodna poduzeća (Volkseigener Betrieb ili VEB). Nakon ujedinjenja Njemačke gospodarstvo Saske proživljava duboke strukturalne promjene. Veliki dio zastarjelih industrijskih postrojenja je zatvoren. Rudnici bivaju zatvoreni, a postojenja zamijenjena novima. Danas je Saska u vrhu istočnonjemačkog gospodarstva, iako još uvijek postoji snažan problem nezaposlenosti. Sredinom 2011. u Saskoj je bilo evidentirano oko 219.200 nezaposlenosti, što čini stopu nezaposlenosti od 10,3%.
Zbog vrlo visokih stopa rasta pojedinih industrijskih grana, lokalno gospodarstvo se može uspoređivati i sa zapadnonjemačkim pokrajinama. Prihodi dobne skupine od 20-35 godina starosti veći su od nacionalnog prosjeka, ali su zato prihodi skupine starije od 40 godina niži od tog prosjeka. Strukturne promjene ipak nisu do kraja završene u ovom dijelu Njemačke. Godine 2004. BDP prema kupovnoj moći bio je na 85,9% BDP-a Europske unije. Sveukupni BDP savezne pokrajine Saske 2009. iznosio je oko 94,99 milijardi eura.

### Infrastruktura
Glavni nositelji gospodarsva Saske su urbana područja Leipzig-Halle i Chemnitz-Zwickau. Prema BDP-u ekonomski najsnažnije područje je Dresden i okolica. Autocesta 4 prolazi kroz Sasku u smjeru zapad-istok. Najveći dio sagrađen je u 1930-ima, a cesta je modernizirana u 1990-ima. Veliki cestovni projekt je izgradnja autoceste A 72 između Chemnitza i Leipziga. Među novozavršenim projektima su A 17 koja povezuje Dresden i Prag, te leipziška obilaznica.
U prvoj polovici 20. stoljeća Saska je imala najgušću željezničku mrežu u Europi. Na prijelazu s 19. na 20. stoljeće najveći broj naselja u Saskoj bio je udaljen najviše 15 km od željezničkog kolodvora ili stajališta. Vrlo važnu ulogu imala je uskotračna željeznica u nizinskim dijelovima i u području Rudne gore. Danas u Saskoj postoji sedam uskotračnih pruga koje se većinom koriste u turističke svrhe. Veliki broj starih željezničkih pravaca danas više nije u funkciji.
Trenutačno su u fazi izgradnje brze veze u smjerovima Leipzig–Dresden (preko Riese), te Dresden–Chemnitz i Leipzig/Halle–Erfurt. Veliki željeznički projekt je i izgradnja podzemne željeznice u Leipzigu. Zanimljivo je napomenuti da je leipziški glavni kolodvor prema površini najveći glavni kolodvor u Europi. Unatoč gustoj željezničkoj mreži i velikom broju stanovnika, Saska ima najmanje željezničkih kolodvora za duge relacije od svih novih njemačkih pokrajina. Četiri ovakva kolodvora nalaze se unutar ili oko Dresdena i Leipziga. Urbano područje Chemnitz-Zwickau slovi kao željeznički najlošije povezano područje među njemačkim gradskim regijama.

### Turizam
Od prirodnih ljepota, najposjećenija područja su Rudna gora, Vogtland, Saska Švicarska i Žitavsko gorje, dok su Leipzig i Dresden najposjećeniji gradovi. Uz sportske i rekreativne sadržaje, Saska turiste privlači i bogatom kulturom i arhitekturom koji su posebno izraženi u gradovima kao što su Dresden, Leipzig, Meißen (porculan) ili Görlitz. Posebno kulturno bogatstvo ovog kraja je rudarska tradicija ("Cesta srebra" između Zwickaua i Dresdena), te lokalna obrtnička umjetnost, kao i lužičkosrpske pisanice. Broj noćenja u Saskoj kretao s od 14,9 milijuna 2005. godine, preko 15,9 milijuna (+6,7 %) 2006., i 15,5 milijuna 2007., do 15,7 milijuna 2008. godine.

## Vanjske poveznice
- (njem.)(engl.)(polj.)(češ.)(šp.) Službena web stranica
- (njem.)Statistički ured